# Serra de Santa Magdalena (Campdevànol)
La Serra de Santa Magdalena és una serra entre els municipis de Campdevànol i de Gombrèn a la comarca del Ripollès, amb una elevació màxima de 1.352 metres.